# Château de Magny-en-Bessin
Vous lisez un « bon article » labellisé en 2023.
Pour les articles homonymes, voir Château de Magny.
Le château de Magny-en-Bessin est un château français de style classique situé dans la commune de Magny-en-Bessin, dans le département du Calvados.
Le domaine appartient à la fin du XVIIe siècle à une personnalité emblématique, Nicolas-Joseph Foucault, et s'étend progressivement jusqu'à atteindre une superficie correspondant aux trois quarts de la commune actuelle à la fin du siècle.
Le château est bâti au XVIIIe siècle sur des bases plus anciennes que l'état des connaissances ne permet pas de préciser et dont plus aucune élévation n'est visible.
Le château change de propriétaires au début du XIXe siècle mais connaît une période de stabilité et de rayonnement local. Une nouvelle cession s'accompagne de mutilations particulièrement brutales aussitôt après la fin de la seconde Guerre mondiale. Il fait l'objet d’une inscription au titre des monuments historiques par arrêté du 31 mai 1946.
Transformé pendant un quart de siècle en usine textile, puis abandonné à partir des années 1970, il est partiellement détruit par deux incendies successifs en mars 2016. Le château a été sélectionné par Stéphane Bern, à la tête de la Mission d'identification et de sauvegarde du patrimoine en péril, en vue de bénéficier d'une aide financière d'urgence issue du loto du patrimoine par deux fois, lors du tirage des 15 et 16 septembre 2018, à l'occasion des journées européennes du patrimoine puis à nouveau en 2021. À la fin du premier quart du XXIe siècle, la préservation de l'édifice est en suspens mais la mise en place d'une association active peut donner l'espoir que des travaux auront lieu.

## Localisation
Le château est localisé dans le bourg de Magny-en-Bessin, dans le Calvados. Il se situe à 4 km à vol d'oiseau d'Arromanches et de la côte de la Manche.

## Historique

### Historique du site
Le site du château a livré au XIXe siècle des haches de pierre polie datées de 4000 av. J.-C. et conservées au musée Baron-Gérard de Bayeux. Face au château, des artefacts d'époque romaine ont été retrouvés par Arcisse de Caumont, ainsi que des vestiges de bâtiments pourvus d'enduits peints. Le site n'a cependant pas été fouillé de manière scientifique.
Une nécropole mérovingienne a également été fouillée au XIXe siècle non loin de là. Ses artefacts ont été datés de la fin du IVe siècle ou du début du Ve siècle.

### Historique du domaine: du fief au château actuel

#### Historique du fief duXIIesiècleaux Foucault
Un château existe peut-être dès 1191. Le fief appartient à la fin du XIVe siècle à la famille de Mailloc et passe à la famille de Mannoury à la fin du siècle suivant, peut-être à l'occasion d'un mariage. L'église Saint-Malo conserve une pierre tombale qui est peut-être celle de Guillaume de Mannoury, mort en 1501.

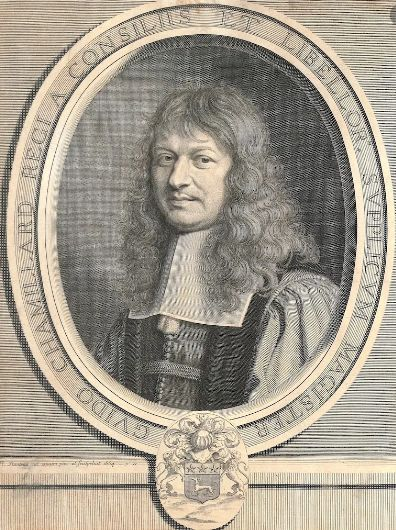
Guy Chamillard, estampe gravée par Robert Nanteuil en 1664.

Le fief passe aux Saint-Ouen en 1515 et demeure leur possession jusqu'à la fin du troisième quart du XVIIe siècle. Le fief est vendu par la famille de Saint-Ouen par adjudication en 1673 ; l'acquéreur est l'intendant de la généralité de Caen, Guy Chamillart. Son fils est Michel, conseiller au Parlement de Paris en 1676 puis  contrôleur général des finances en 1699 et secrétaire d’État à la guerre en 1701. Michel Chamillard étend le domaine de Magny par achat à Ryes et par échange avec le Roi à Arromanches et Tracy. Le 8 octobre 1694, par lettres patentes signées à Fontainebleau, Michel Chamillard obtient que le fief de Magny possède droit de haute justice s'étendant sur les paroisses de Magny, Ryes, Manvieux, Tracy et Arromanches.

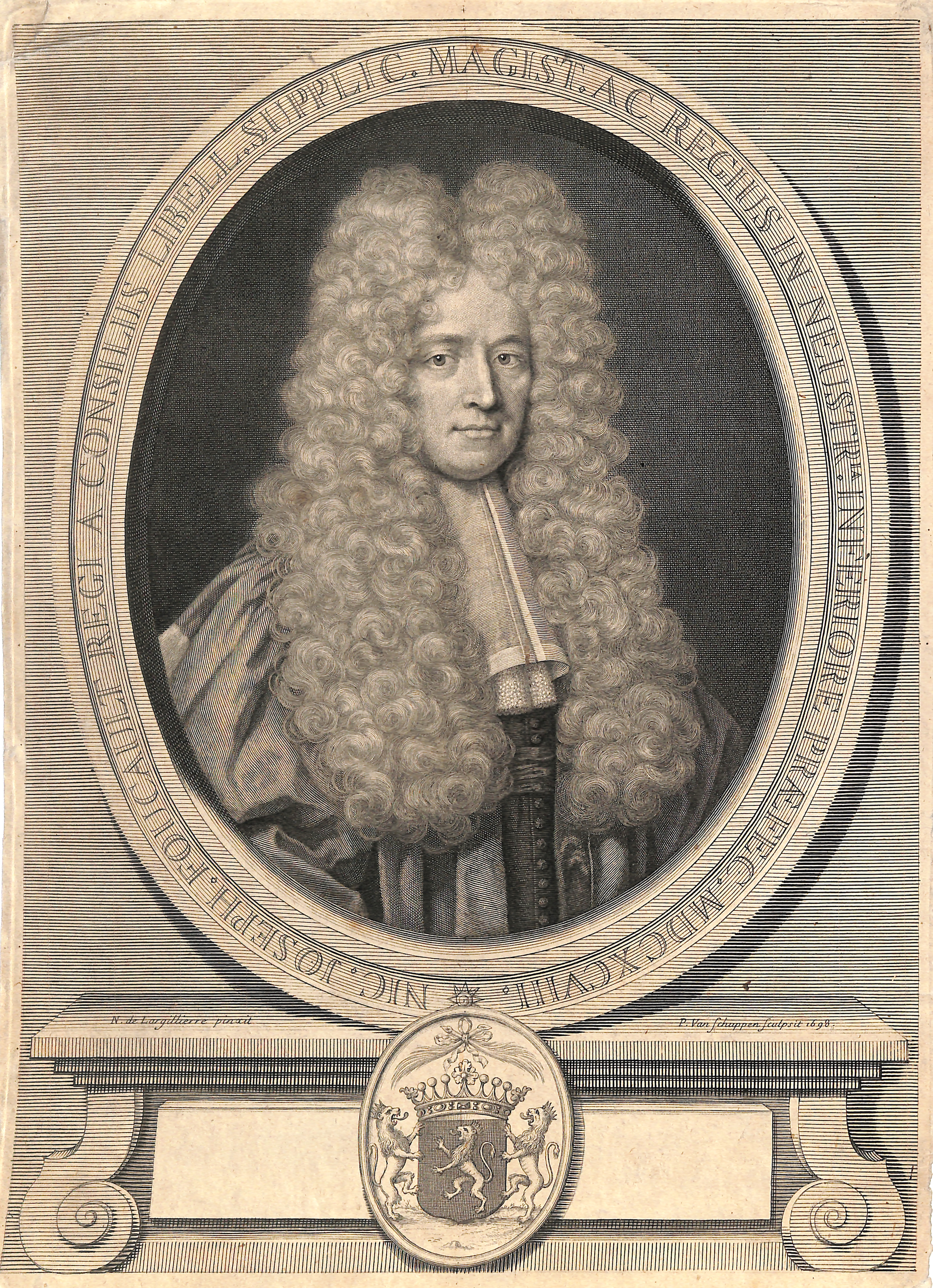
Nicolas-Joseph Foucault (1698), par Pieter van Schuppen, gravure d'après Nicolas de Largillierre.

Le fief est ensuite acquis par Nicolas-Joseph Foucault, intendant de la généralité de Caen (1689-1706) le 25 décembre 1694. Le fief devient un marquisat en février 1695. Nicolas-Joseph Foucault vient peu à Magny : le domaine sert alors de dépôt pour le résultat de fouilles menées à Vieux et Coutances.

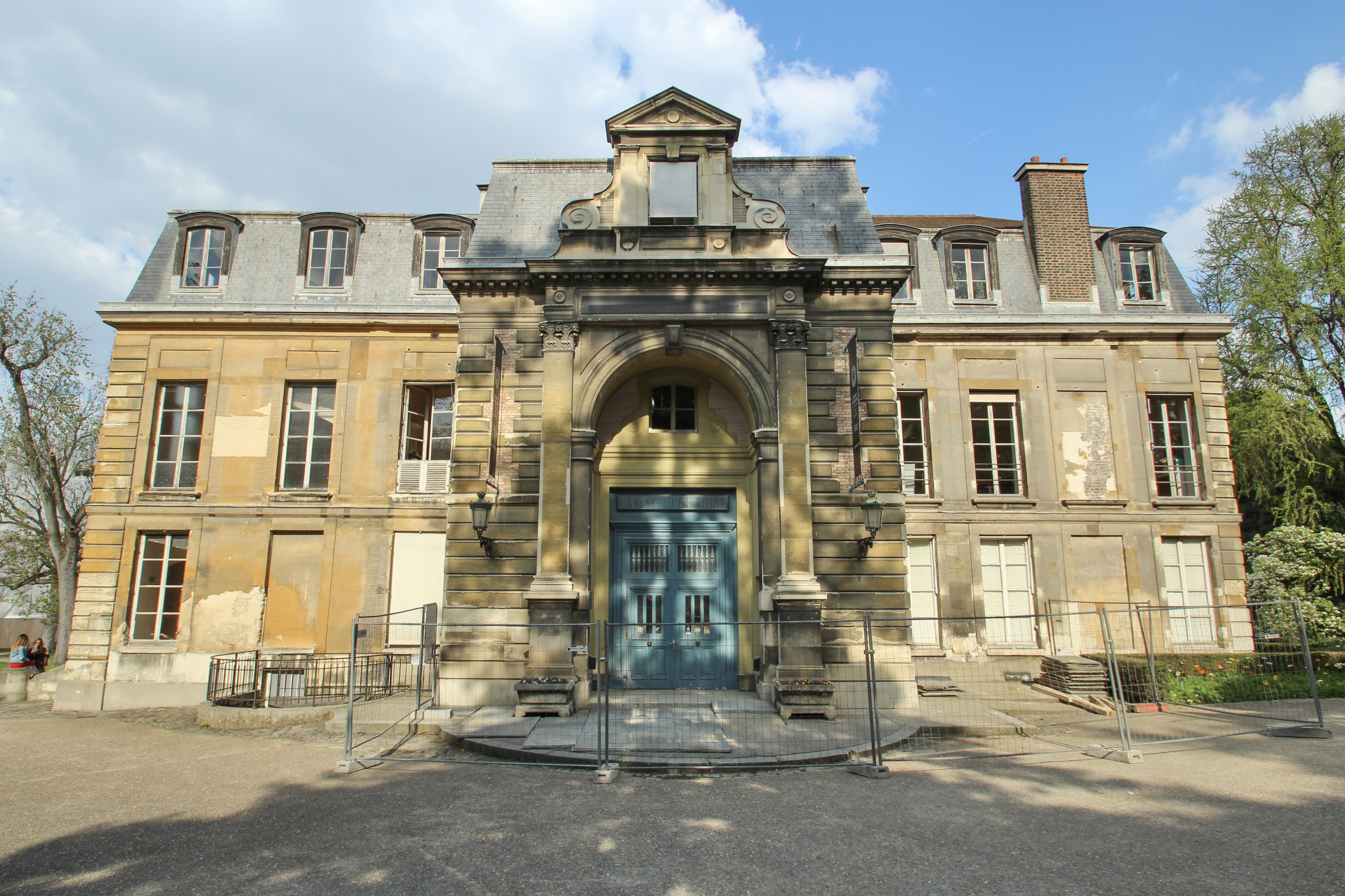
L'hôtel de Magny, propriété de Nicolas-Joseph Foucault à partir de 1758.

Le fils de l'intendant Foucault, Nicolas-Joseph Foucault II, possède le château à partir de 1704 et y vit jusqu'à sa mort en 1772. Il agrandit le domaine en faisant l'acquisition de Bazenville puis de Damigny en 1714. En procès contre son époux pour des raisons financières, la marquise obtient en 1719 « la pleine propriété de la terre de Magny », même si elle n'y vient pas.

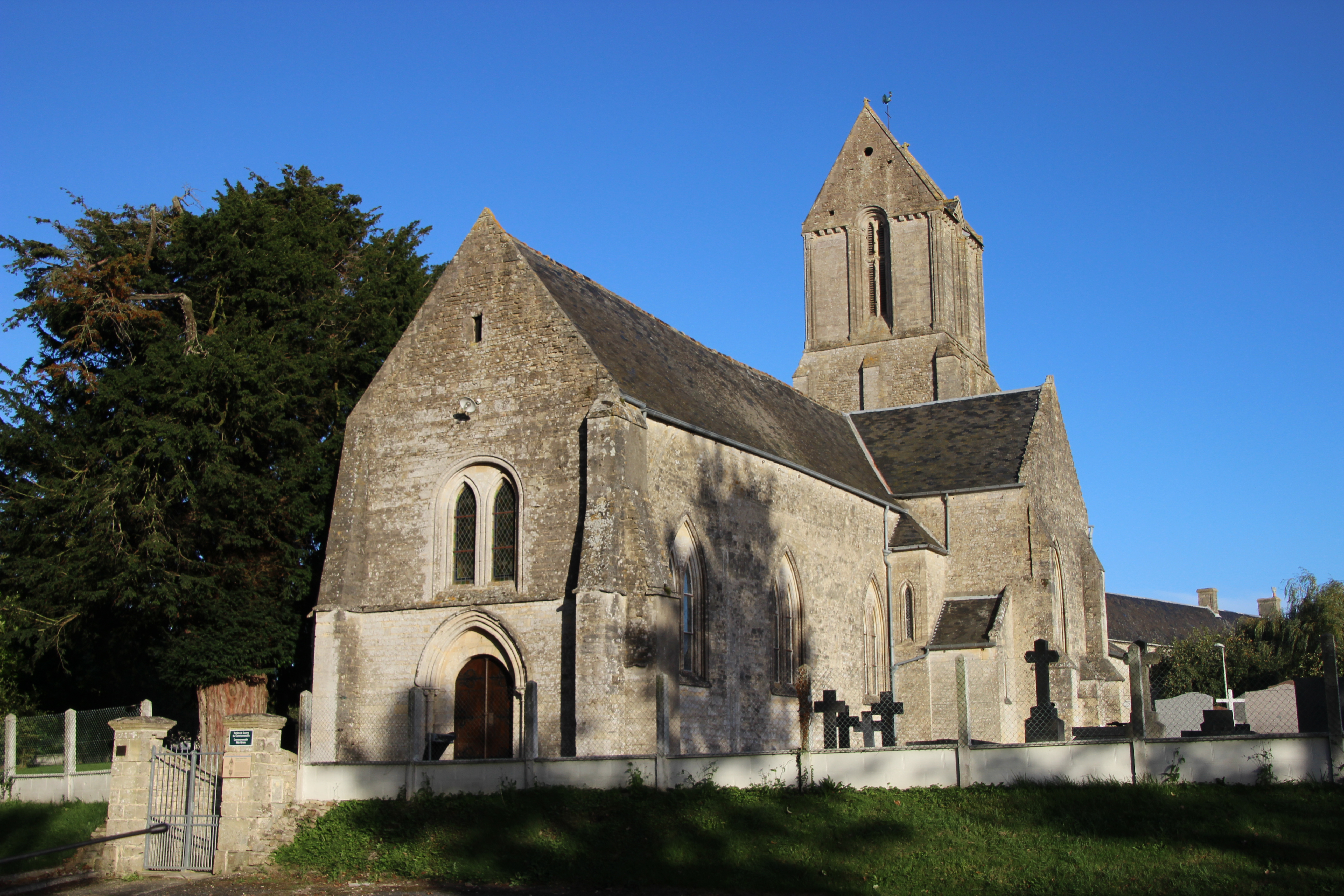
L'église Saint-Malo conserve la pierre tombale de Nicolas Joseph Foucault.

Le marquis récupère Magny par arrêt du Parlement de Paris en 1728. Il habite le château à partir de 1736. Il crée une avenue d'arbres de l'axe du château à la cathédrale, représentée en 1736. À partir de 1731, le marquis est un des « lieutenant[s] de la grande vénerie du roi », demeurant l'hiver à Paris en particulier dans l'hôtel de Magny acquis en 1758. Le domaine de Magny est alors vaste d'environ 336 ha, équivalant aux « trois quarts de l'actuelle commune ». Veuf en 1755, le marquis perd ses trois enfants et n'a pas de descendance. Vivant en « philosophe chrétien », il meurt dans son château à 95 ans le 20 juin 1772. Sa pierre tombale, martelée à la Révolution en 1794, est toujours présente dans l'église de Magny.

#### Après les Foucault, le château jusqu'en 1945
Le domaine passe à des cousins qui ne peuvent le conserver et le vendent dès le 31 décembre 1772. Le 17 janvier 1773, le château est vendu au seigneur de Courseulles, le marquis Pierre Charles de La Rivière, né en 1749 à Rouen et militaire, qui commande probablement un nouveau décor intérieur. Il habite peu à Magny. Il meurt à 29 ans seulement de la petite vérole le 26 décembre 1778 et sans descendance.
Le domaine passe dans les mains de René Louis Gilles Hervé Clément Dubois de Littry le 22 janvier 1780. Il a un seul enfant, une fille, qui meurt en couches en 1787. Maire de Bayeux en 1790, il n'émigre pas mais n'habite pas le château. La haute justice est fermée en novembre 1790, et les archives sont brûlées le 24 brumaire an II. Le 20 messidor an II la pierre tombale du marquis est abîmée dans l'église et les décors d'armoiries du château retirés. Le château est très souvent réquisitionné pendant les guerres de la Révolution et du Premier Empire, entre 1792 et 1815.
Le petit-fils de Dubois de Littry, Claude Clément Auguste de La Tour du Pin, devient maire de Bayeux mais meurt dès 1812. Sa sœur épouse Eugène-François-Charles Achard de Bonvouloir, le domaine reste dans cette famille jusqu'en 1945. Les différents propriétaires de Magny sont la plupart du temps maires de la commune. Le domaine « connaît une vie brillante » au XIXe siècle, avec une meute de chasse au lièvre jusqu'autour de 1900 et de nombreuses réceptions. Le personnel est nombreux.

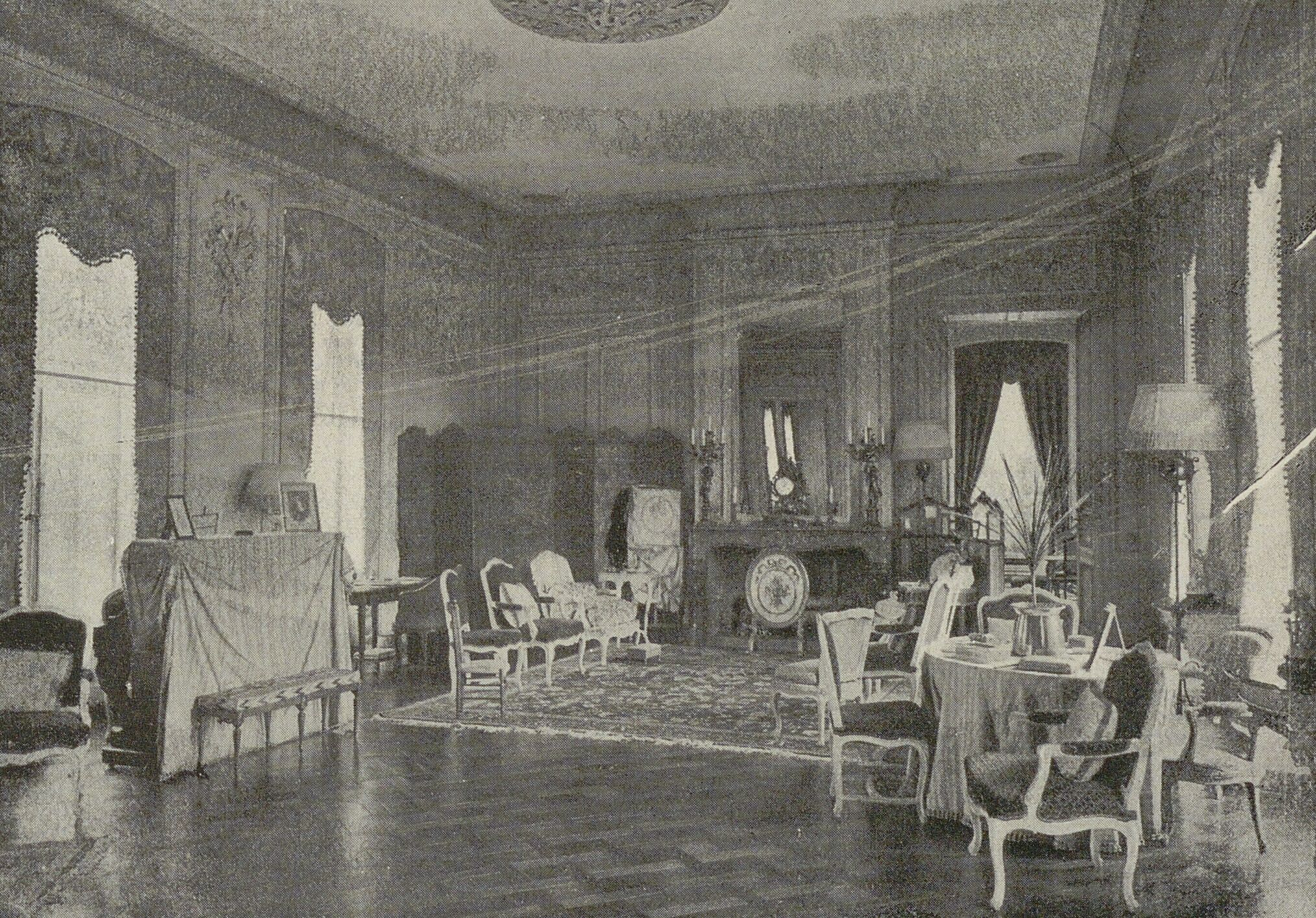
Le grand salon en 1914.

Vers 1840, le comte Charles de Bonvouloir fait réaménager le parc paysager et les abords. Au sud du château, l'avant-cour, les douves et la cour d'honneur disparaissent, de même que le jardin à la française situé au nord. Un parc en étoile de 10 ha est créé mais il n'obéit pas aux principes des jardins à l'anglaise. Des travaux de réfection de planchers puis de couverture sont réalisés vers 1900.

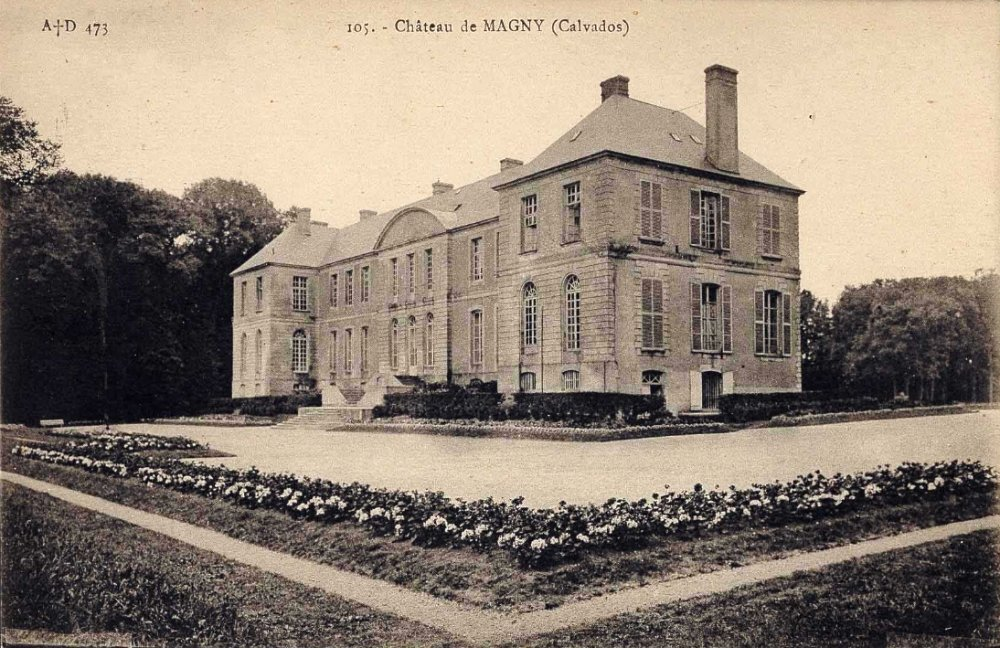
Façade nord au début du XXe siècle.

Guillaume de Bonvouloir, père de trois filles, devient veuf en 1935 et meurt le 14 mai 1937. Le château est vidé de son mobilier par une vente qui intervient dès juillet. Pendant la Seconde Guerre mondiale, le château est réquisitionné pour les forces d'occupation dès le 10 juillet 1940. Une Kommandantur s'y installe : l'édifice sert à loger des troupes et pour des réquisitions de matériel nécessaires aux blockhaus de la côte située à 4 km. La Kriegsmarine s'installe non loin en janvier 1942 et l'édifice ne subit pas de dégradations durant la période. Les soldats de la Wehrmacht sont dans le château, et des Osttruppen sont dans les bâtiments des communs. Des graffiti de l'époque sont conservés, dont deux croix gammées et une caricature d'Adolf Hitler. Magny est libéré le 6 juin 1944 au soir par le 2e bataillon du Gloucestershire Regiment, les troupes allemandes ayant auparavant évacué l'édifice « en urgence ». Pendant la bataille de Normandie le château est utilisé comme dépôt. Un aérodrome est installé au sud du château jusqu'en septembre 1944, et « personne […] ne loge au château ».

### 1945-XXIesiècle: des«décennies […] dramatiques»aux initiatives de l'association de sauvegarde

#### 1945-2016: entre ventes, dégradations et velléités de mise en valeur

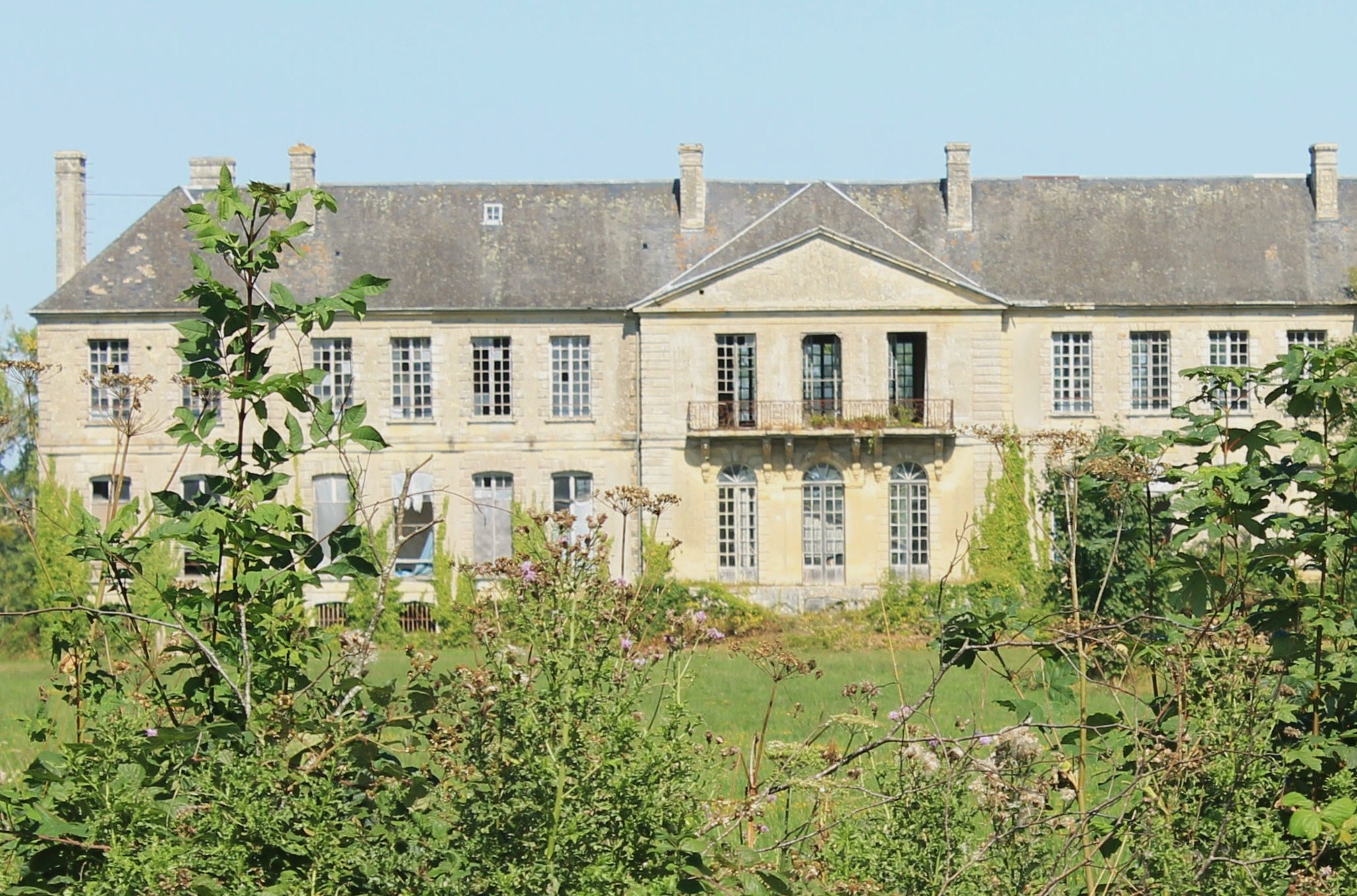
Le château en 2013, avant l'incendie de 2016.

Le domaine de Magny est vendu par les filles de Guillaume de Bonvouloir en 1945 à Guy Bertrand Marie Joseph Kermerec'hou de Kerautem, un antiquaire qui fait retirer de nombreux éléments en quelques mois, « tout ce qui est arrachable et vendable est arraché et vendu » : boiseries, lambris, cheminées, etc. et jusqu'aux « plus beaux arbres du parc » qui sont coupés.
À la suite d'un signalement, une instance de classement est ouverte le 16 novembre 1945, aboutissant à une inscription du château et du parc à l'inventaire supplémentaire des monuments historiques par un arrêté du 31 mai 1946. En dépit de la protection, « le pillage continue ».

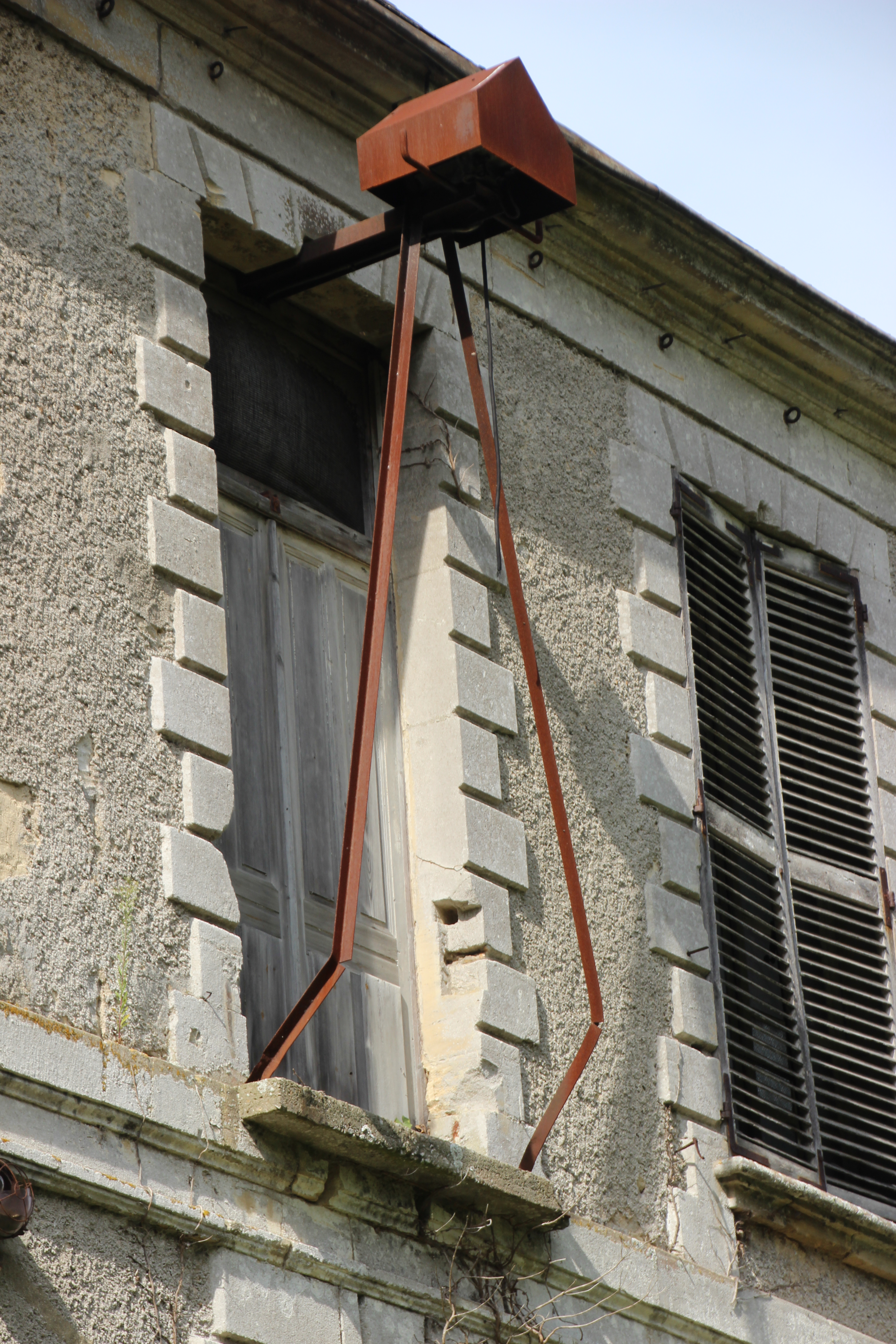
Installation de levage conservée en 2020.

Le 26 août 1949, un industriel belge, Josef van Pamel, achète le domaine et fonde la Société linière de Magny. Le château est transformé en filature, plus précisément en usine de teillage (séparation des fibres du lin et du chanvre). Les murs du rez-de-chaussée sont détruits et un plateau de béton long de 50 m permet d'installer les lourdes machines. La chapelle devenue gênante pour l'accès à la partie inférieure de l'édifice est détruite. Des installations techniques sont installées dans le parc, dont des hangars.

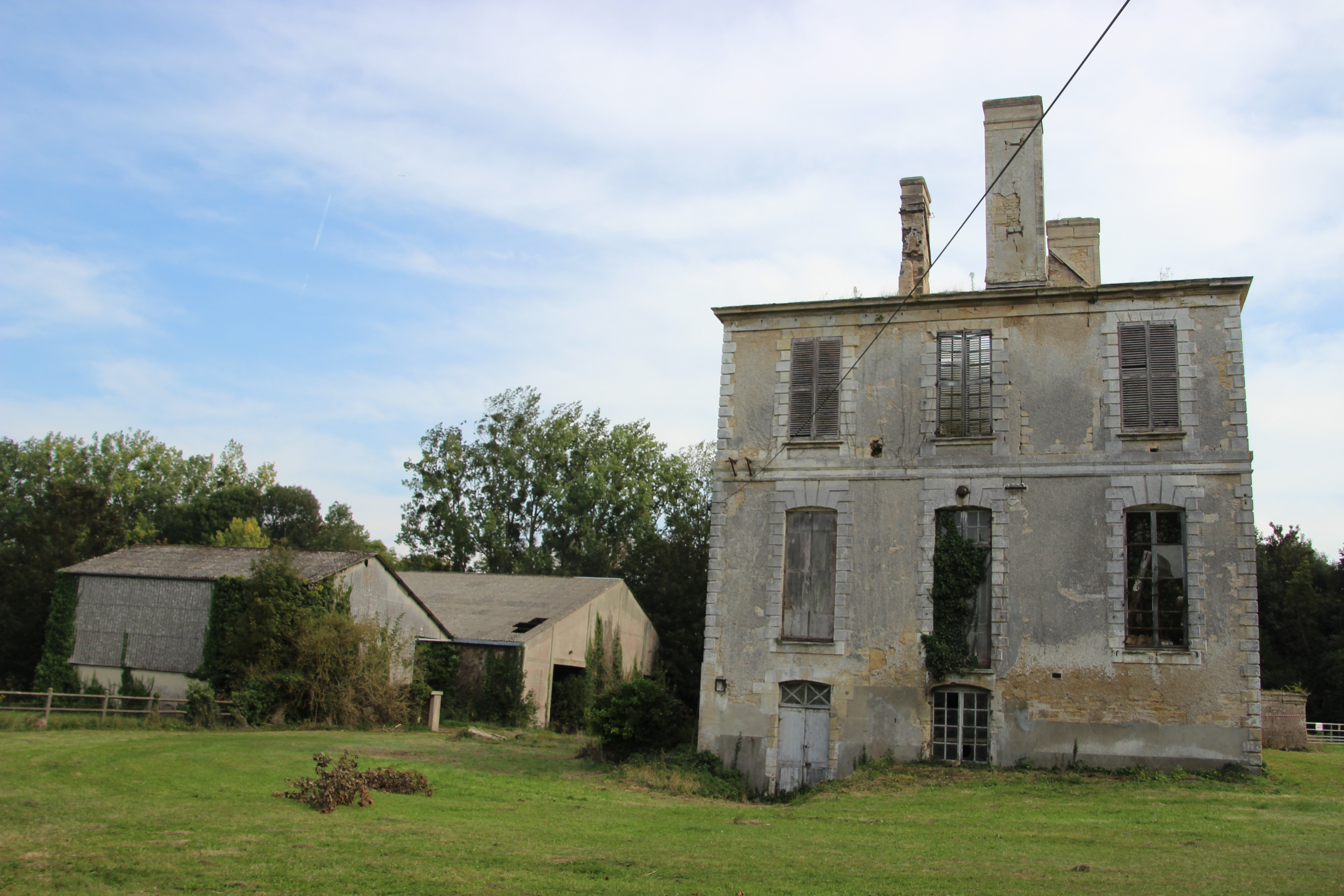
Vue du château et de deux hangars datés de l'époque de l'usine.

José van Pamel, le fils du fondateur de l'usine, reprend en 1973 l'activité qui doit cesser bientôt. Un haras est fondé, mais il cesse vite ses activités. José van Pamel devient maire en 1983.
Après la fin de l’activité, José van Pamel vend ses biens. Le château est vendu en 1989 et les communs en viager le 16 mars 2003. Il est acquis par un peintre et artiste néerlandais, Krijn Giezen (Noordwijk aan Zee, 8 octobre 1939 – Caen, 30 janvier 2011), et son épouse Martina, éditrice. Ils s'installent au château puis dans les communs. L'artiste néerlandais est fondateur du Land art dans son pays, de l'art écologique en 1950,. Le couple semble vouloir rendre vie au domaine en ouvrant un musée consacré à l'art contemporain. Le domaine sert pour des expositions et d'atelier.

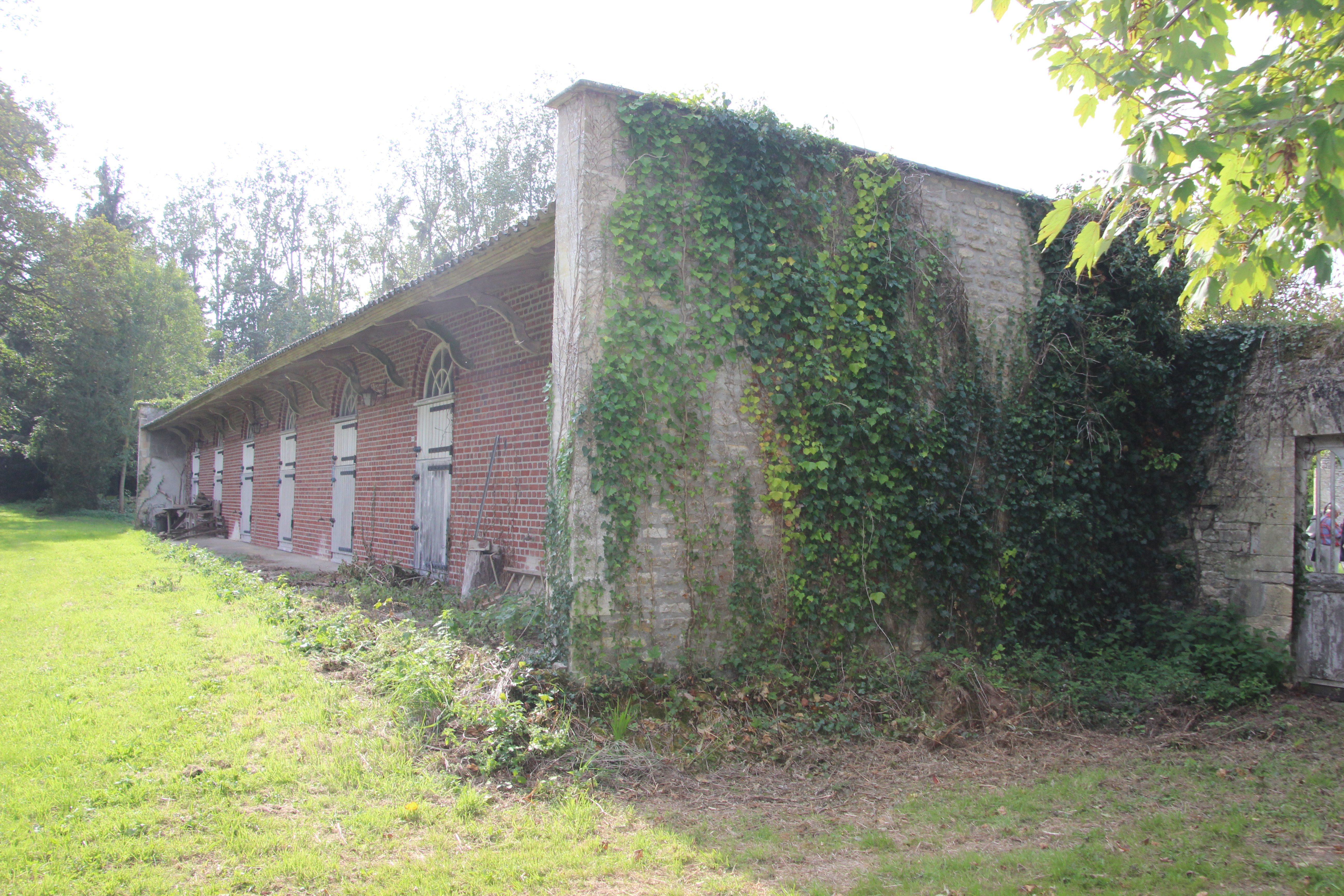
Écuries du haras de Magny.

En 1989, les arbres de l’allée des évêques qui mène à la cathédrale de Bayeux sont abattus, « geste vécu comme un drame par de nombreux villageois » (Ouest-France du 18 mars 2016). Les relations du propriétaire avec les autorités locales se tendent. Le château est abandonné pendant plusieurs décennies. Un article de La Manche libre évoque en juin 2012 « le château assassiné ».
Le propriétaire meurt le 30 janvier 2011. Sa veuve occupe depuis lors une dépendance, les vastes communs. Des projets de vente n’aboutissent pas. Des planchers du pavillon ouest s'écroulent avant 2011.

#### Depuis 2016: incendies et volonté de sauvegarde
Dans la nuit du 16 au 17 mars 2016, autour de minuit, un incendie se déclare dans l'aile nord et détruit intégralement la charpente et les planchers,,. L'incendie se déclare dans l'aile sud[Passage contradictoire] de la bâtisse, au 1er étage ou dans les combles, peut-être du fait de courts-circuits électriques. L'incendie démarre « à l'étage du pavillon ouest ». La charpente et les planchers partent en fumée en dépit de l’intervention d’une cinquantaine de pompiers et une vingtaine de véhicules. Le travail des soldats du feu a été rendu difficile par l’état général des bâtiments en particulier des planchers effondrés par endroits.
En dépit des efforts faits pour parfaire l’extinction, en particulier des poutres, un nouveau sinistre ravage l'édifice le samedi 26 mars 2016, vers 17 h. Deux poutres du premier étage s’embrasent à nouveau.
À l'issue des sinistres, une aile a été ravagée, la moitié des toitures et les planchers ont été détruits. La dalle a cependant tenu sous les gravats, épargnant le sous-sol.
Le château est inscrit comme candidat à la mission Bern du loto du patrimoine et retenu en mai 2018 parmi 269 édifices sur 2 000 candidatures sur le plan national. La participation de l'édifice est considérée comme « un coup de projecteur au château ».

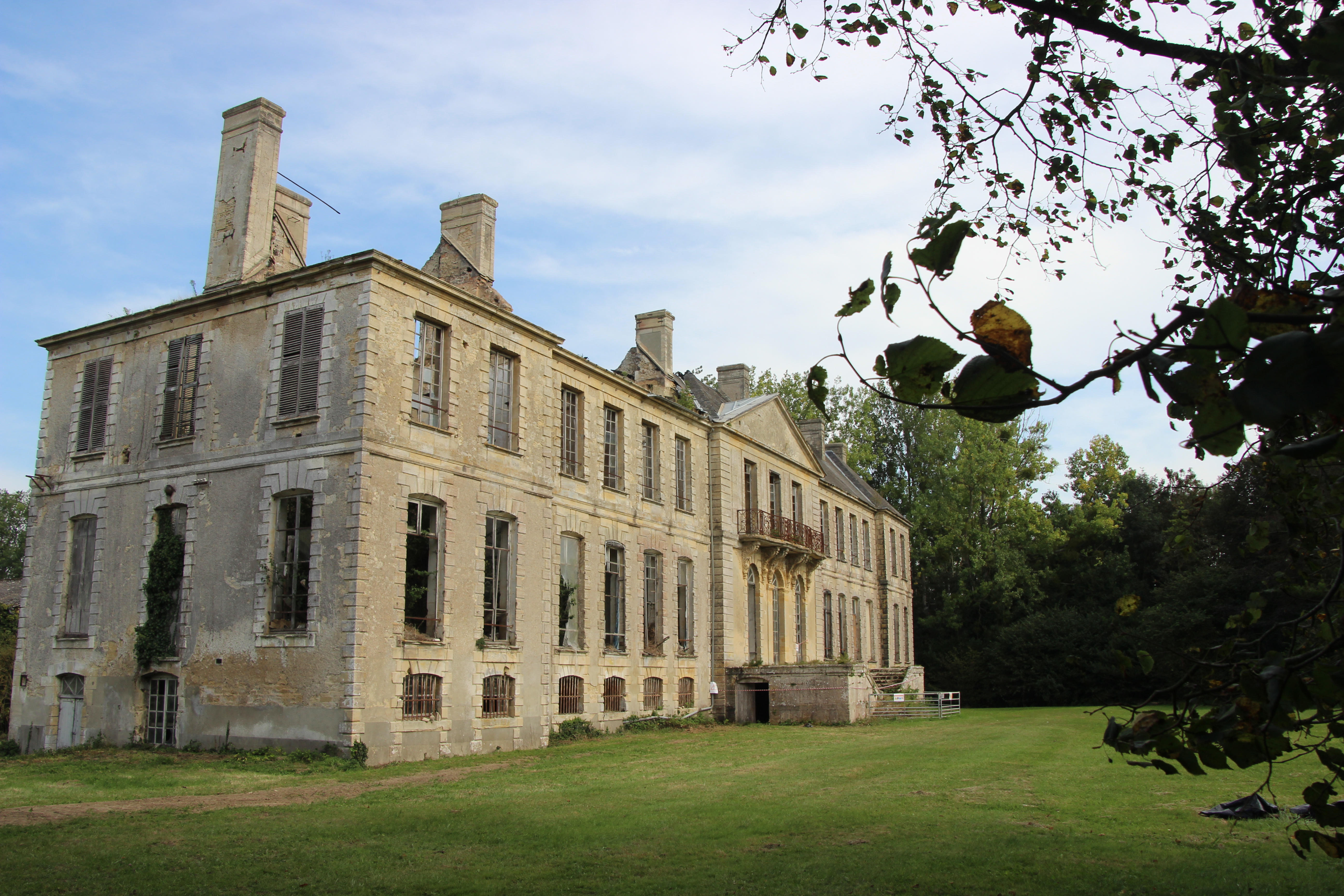
Façade méridionale du château en septembre 2020.

Une association de sauvegarde aux statuts déposés le 17 septembre 2018 voit le jour, présidée par un ancien architecte en chef des monuments historiques contacté par la propriétaire, Hervé Baptiste. Le maire de la commune en est membre de droit. L'association assure des visites guidées du domaine lors des journées européennes du patrimoine 2020. L'association comporte environ 200 membres en 2021. 180 visiteurs se déplacent sur le site lors des journées européennes du patrimoine 2022.
Les premiers travaux nécessaires sont fixés dans un premier temps à 825 000 € dont 150 000 destinés aux seuls travaux d'urgence selon la Fondation du Patrimoine.
Un premier chantier a lieu fin 2020, d'un coût de 60 000 €, subventionné par le loto du patrimoine, la DRAC et le conseil départemental du Calvados. Le château est à nouveau retenu par la mission Bern le 30 août 2021 et obtient de la part de cette dernière une subvention de 300 000 €. Ces travaux, destinés aux « hors d'eau et hors d'air », débutent par un permis de construire accordé le 7 octobre 2022. La situation semble bloquée au printemps 2025.

## Architecture de l'édifice et composition du parc

Plan du domaine :

- A : logis
- B : pavillon de l'horloge
- C : serre
- D : remise
- E : écuries
- F : chapelle disparue
- G : hangar
- H : hangars de l'usine
- 1 : jardin en chartreuse
- 2 : verger
- 3 : jardin à la française

### Datation du complexe
Le château de Magny possédait auparavant des « bâtiments importants », comme en témoignent des traces de réutilisation des murs dans la construction actuelle. D'autres indices ont été relevés lors de travaux récents : des éléments d'une ancienne cheminée, le solin du « faîtage d'un bâtiment autrefois adossé », une « baie médiévale bouchée » et d'autres éléments médiévaux. « Il existait un château important avant l'actuel ».

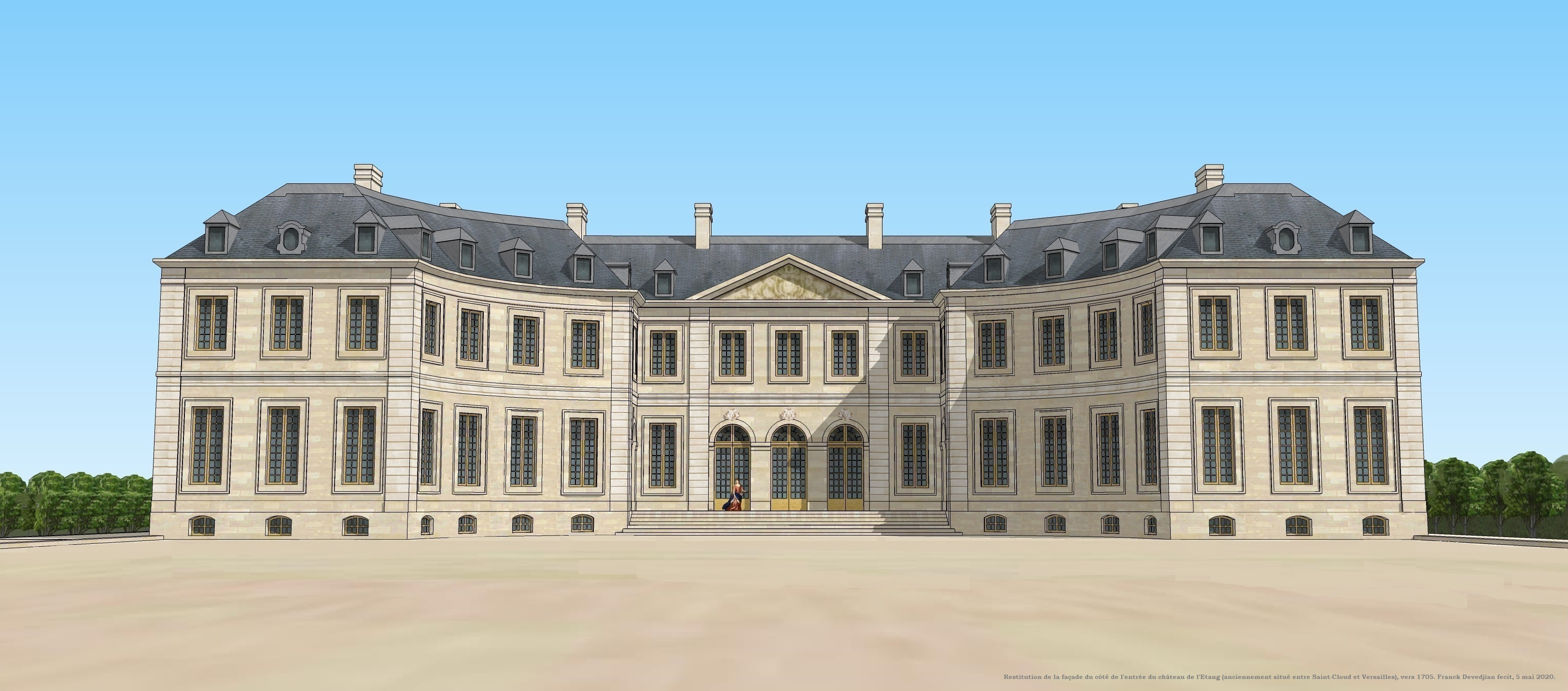
Restitution de la façade du côté de l'entrée du château de l'Étang, vers 1705. Cet édifice a peut-être influencé le créateur de Magny-en-Bessin.

La charpente du bâtiment de l'horloge porte l'inscription suivante : « JULES GUESNET AGE DE 18 ANS ET MON PERE AGE DE 45 ANS A FAIT CE (?) BATIS EN L'AN 1715 »,. Jacques Moussard, natif de Bayeux, a été considéré comme l'architecte. Cette attribution est « certainement sans fondement » pour Hervé Baptiste. Le château est influencé par les travaux de Jules Hardouin-Mansard au Château de l'Étang, peut-être par l'intermédiaire de Michel Chamillart « ancien propriétaire de Magny et ami des Foucault père et fils ».

Plan du rez-de-chaussée du château du XVIIIe siècle.

Le château actuel est longtemps considéré à tort comme construit de 1689 à 1715. Selon Hervé Baptiste, qui remet en cause cette datation, le château actuel est construit vers 1728, et aucun texte conservé n'évoque les travaux. Des murs de l'ancien édifice sont conservés, le commanditaire étant désireux de corriger l'axe pour le faire davantage coïncider avec celui de la cathédrale de Bayeux. Les deux pavillons sont édifiés avec le souci de la symétrie.
Un colombier est bâti au cours du XVIIIe siècle. Au XVIIIe siècle, 80 % des terres de la paroisse appartiennent au seigneur de Magny. Une allée d'environ 2 km fait alors face au château, « axée sur la tour de croisée de la cathédrale de Bayeux ».
La charpente est achevée vers 1730 et « tout est à peu près terminé vers 1736 ».
Le cadastre napoléonien présente le domaine en 1809 : les communs semblent ceux d'origine, conservés. De nouvelles écuries sont construites en 1960.

### Matériaux et décor
Le château est constitué de pierre de taille, calcaire, moellon et enduit et bossage.
Des éléments de décor qui subsistent sont de style rocaille. La majeure partie des éléments architecturaux ont fait l'objet de prédations. Subsiste la ferronnerie d'un grand escalier dans l'aile qui a été victime des incendies.

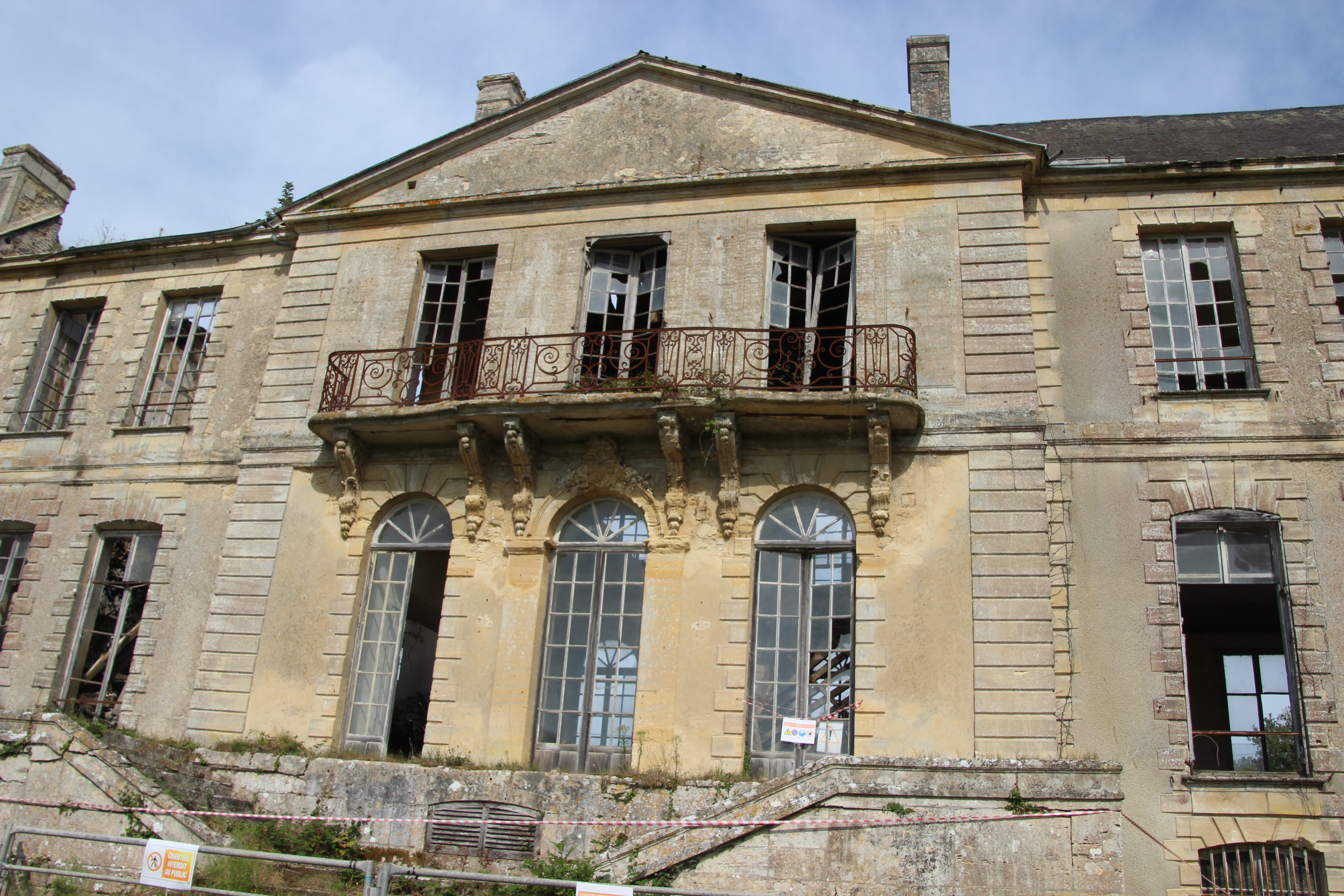
Fronton et avant-corps façade méridionale.
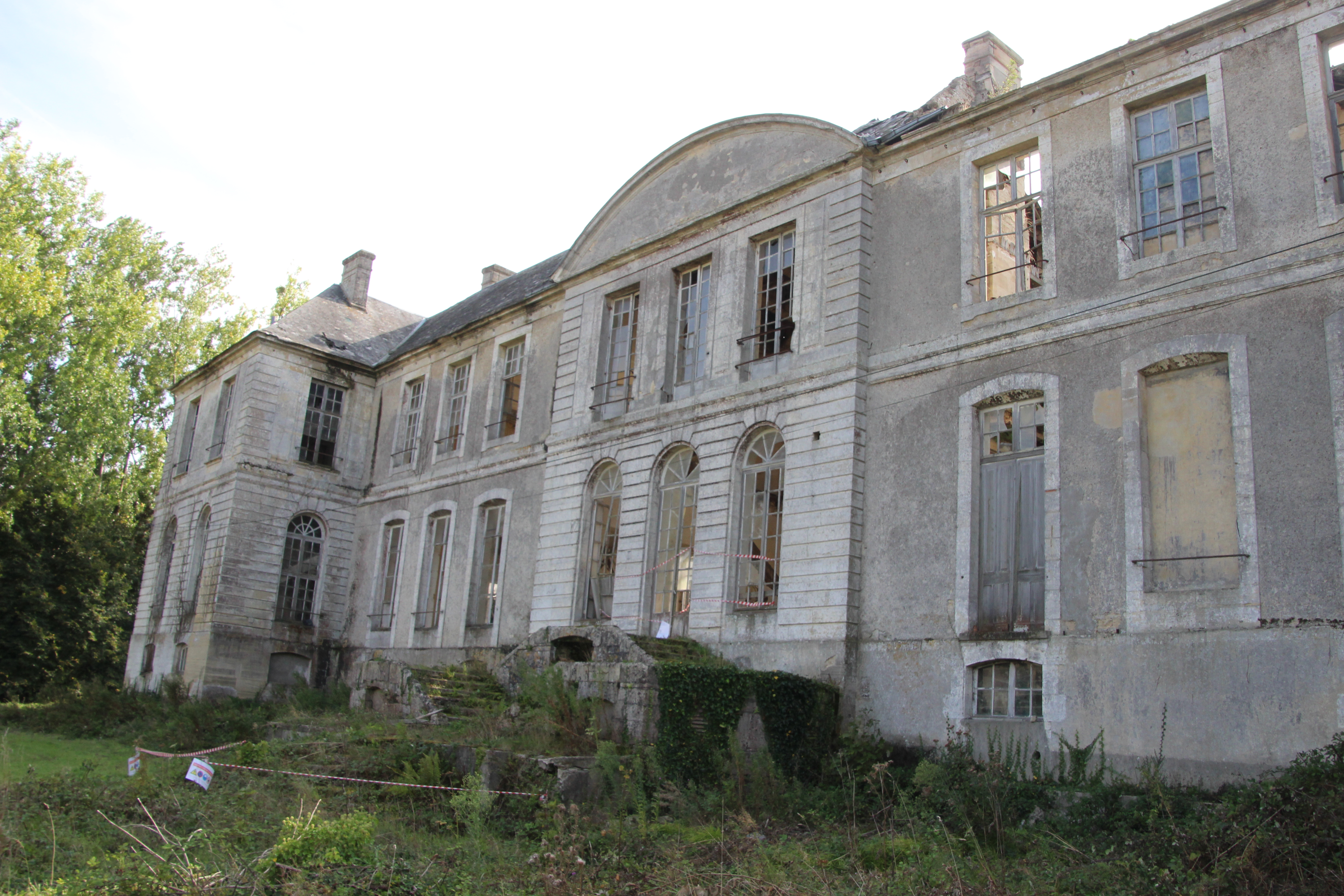
Façade septentrionale.
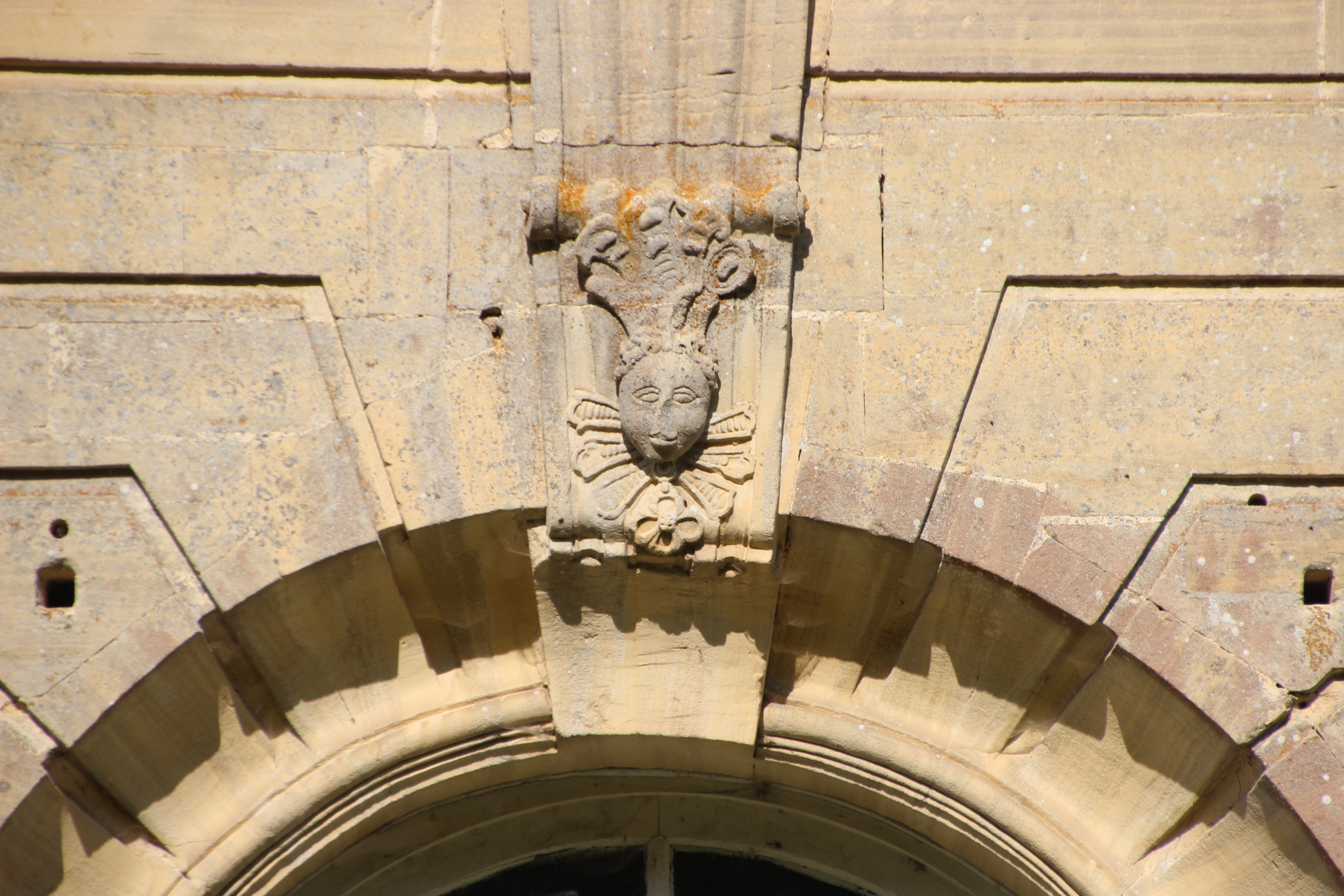
Détail de l'avant-corps des grandes écuries.

### Parc

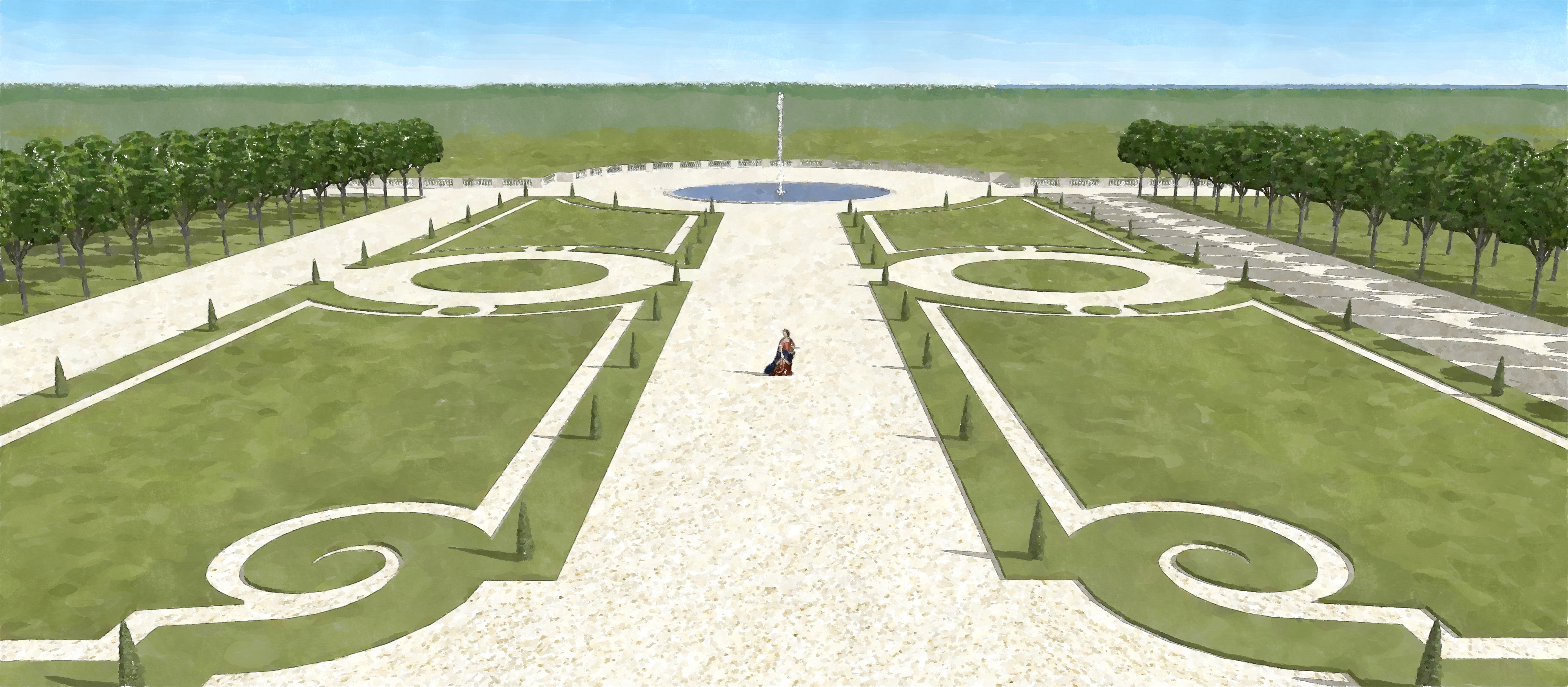
Proposition de restitution du parterre du château de Magny-en-Bessin au XVIIIe siècle.

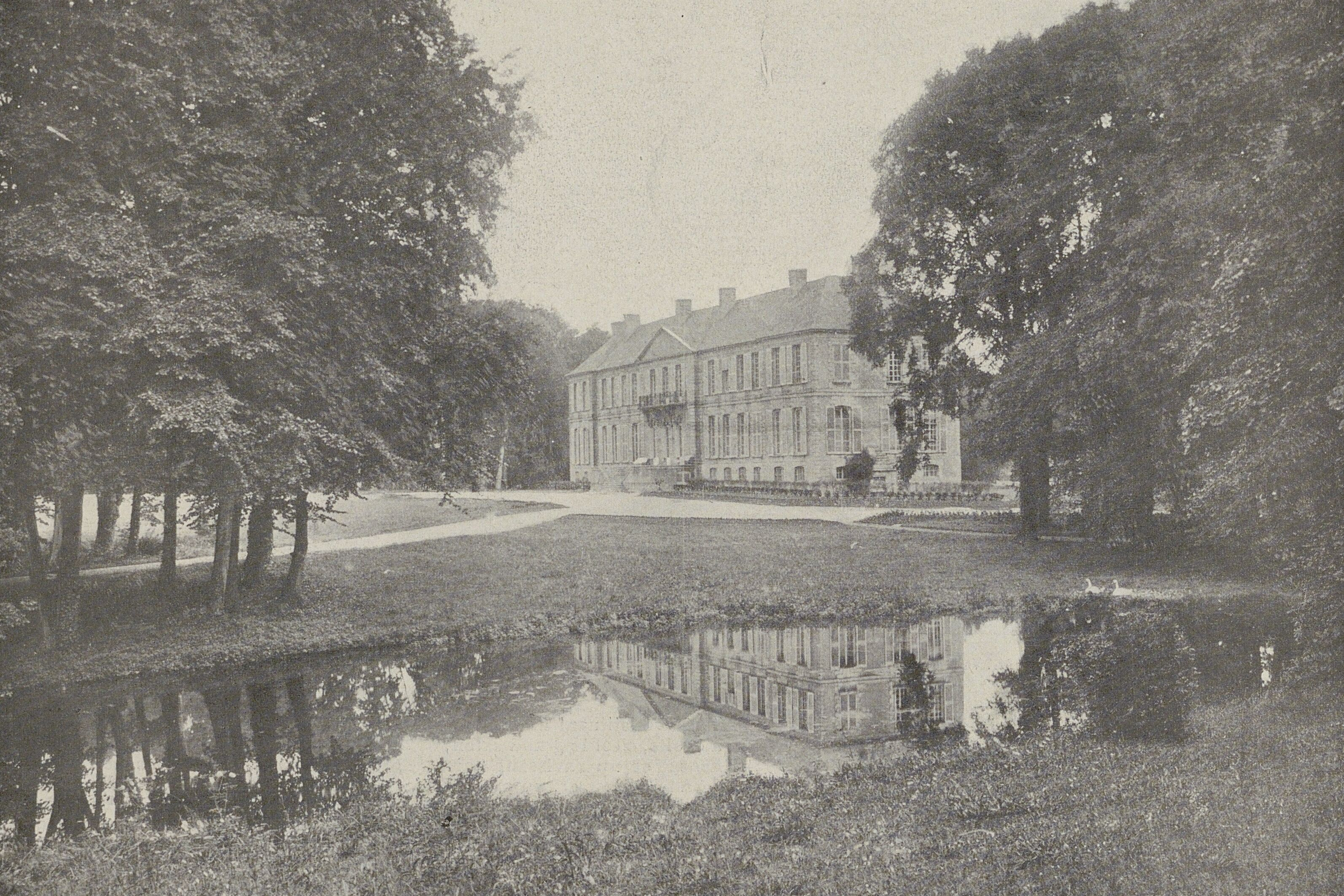
Le château se reflétant dans une pièce d'eau.

Les allées du château ordonnancent les trois quarts de la commune au XVIIIe siècle et XIXe siècle. Le château est qualifié de « considérable » par Arcisse de Caumont en 1857.
Devant le château étaient présentes face à la « Grande Avenue » une avant-cour puis une cour d'honneur. Des pièces d'eau sont également présentes et un jardin à la française au nord de l'édifice.
Un verger et un potager « en chartreuse » sont créés à une date inconnue. Une serre, « sans doute » de Guillot Pelletier, est installée à la toute fin du XIXe siècle, tout comme un court de tennis qui ne dure pas longtemps.

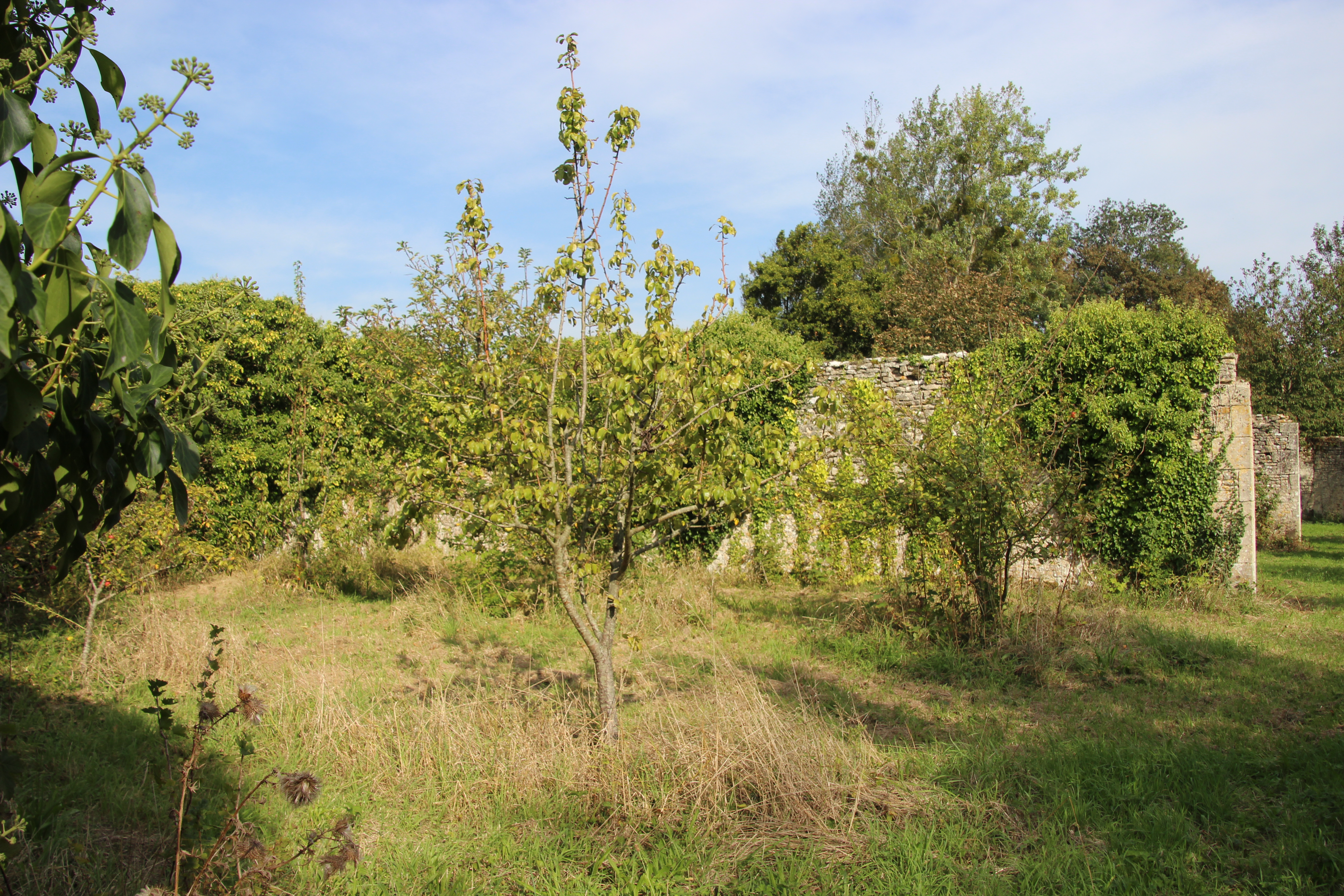
Vue d'une partie du verger et potager en chartreuse.
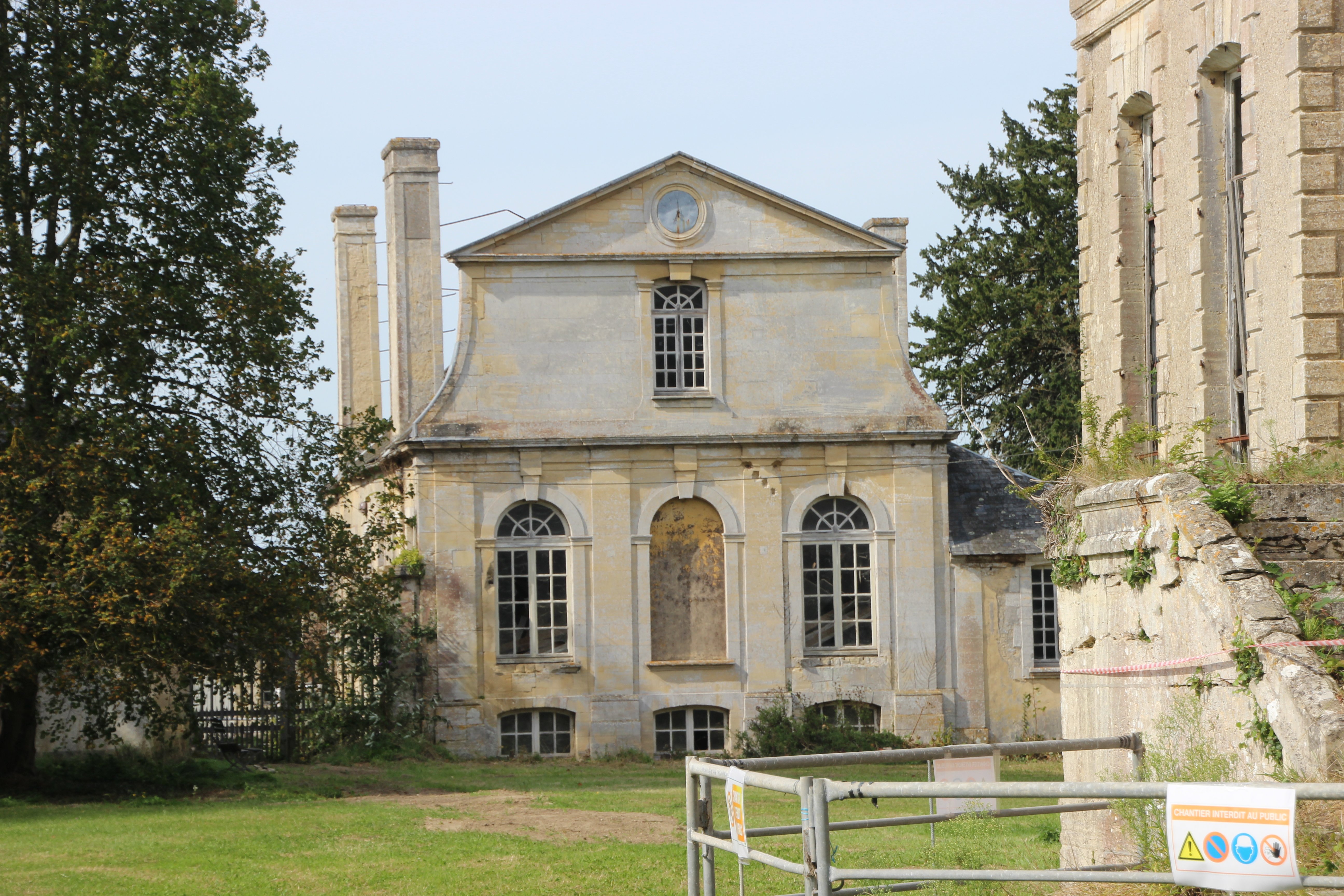
Pavillon de l'horloge.
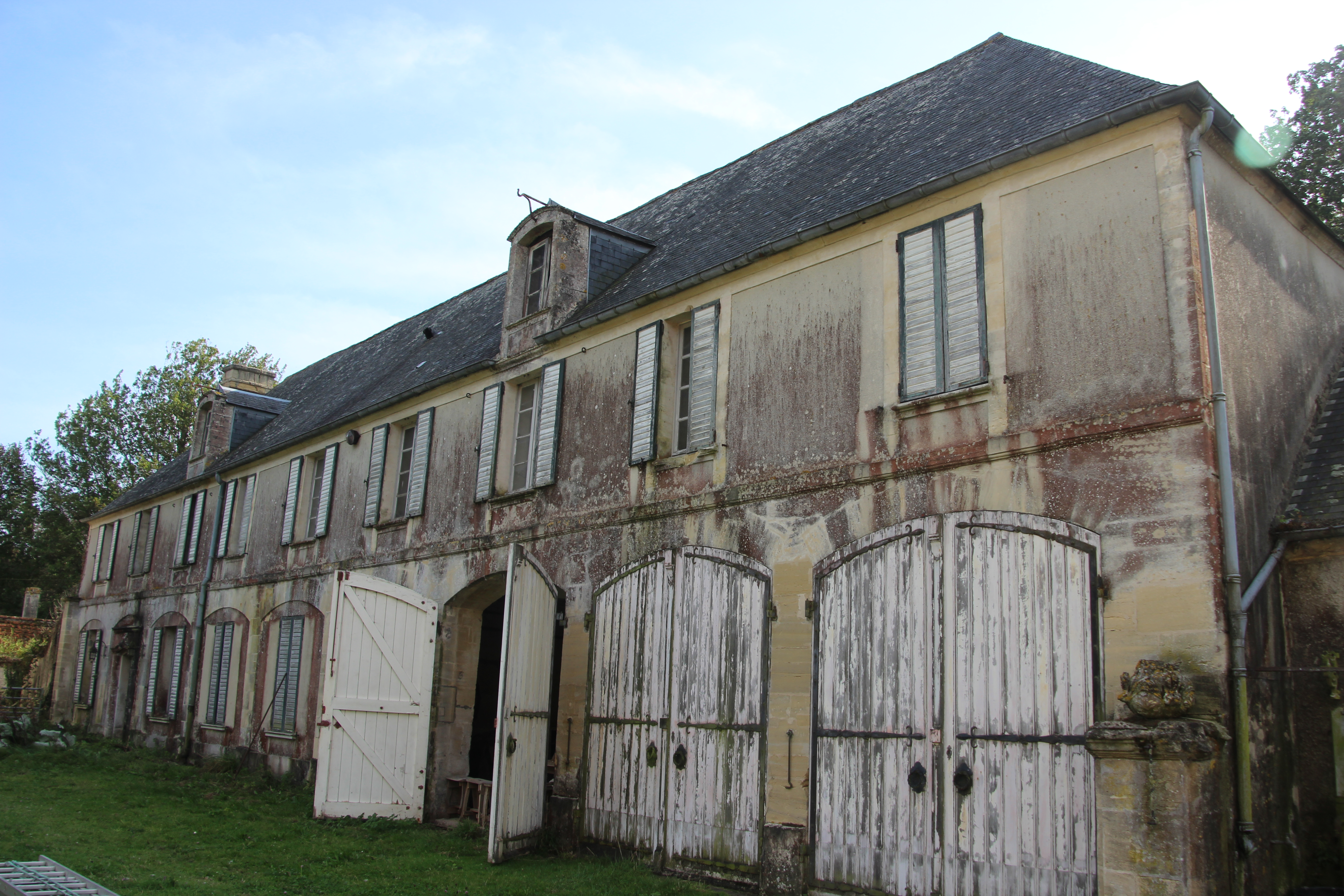
Grande remise.
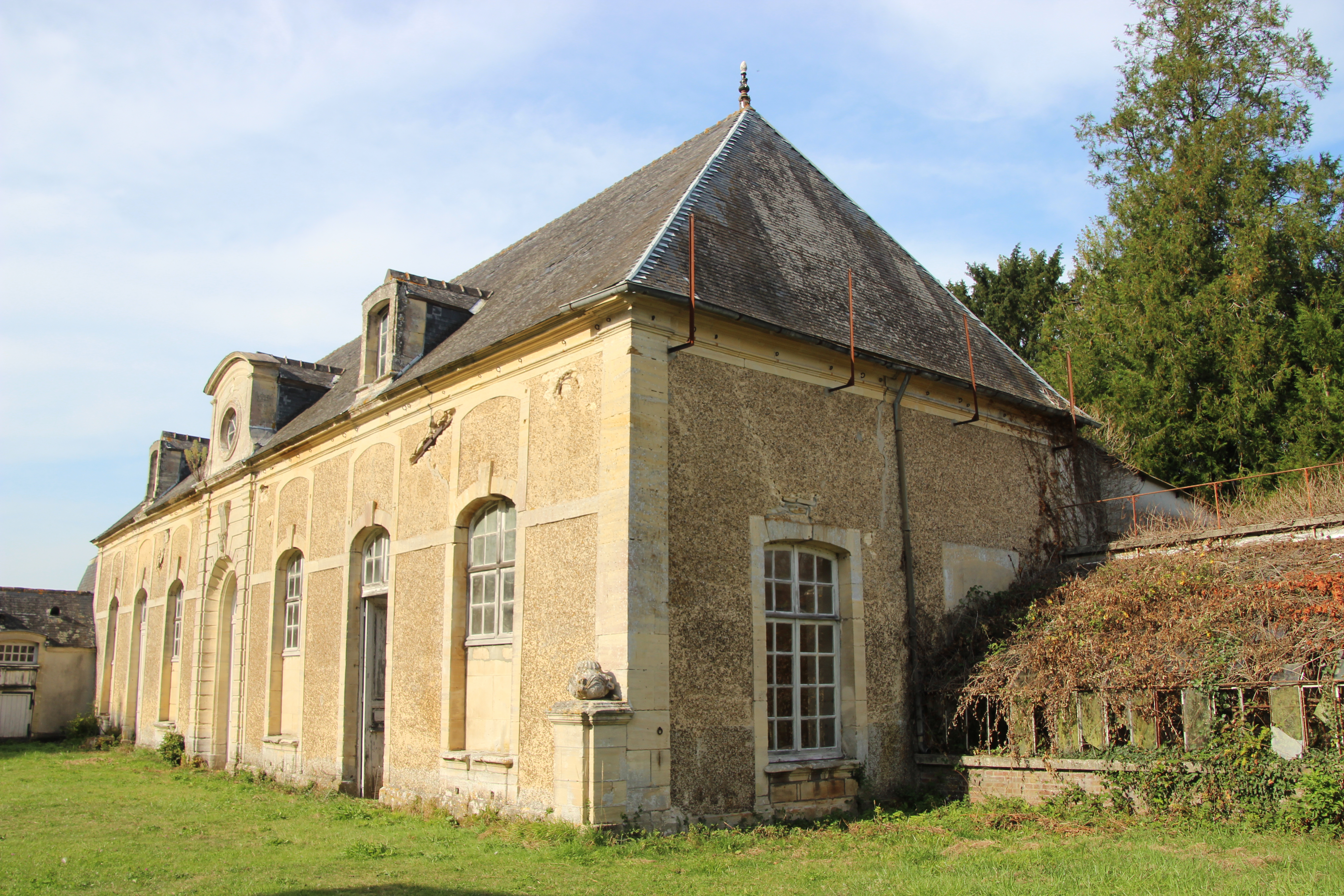
Bâtiment des grandes écuries.